# The Heroic Trio
The Heroic Trio (Dung fong saam hap, cinese tradizionale: 東方三俠, pinyin: dōng fāng sān xiá) è un film del 1993 diretto da Johnnie To.
Il film ha per protagonista il trio formato da Michelle Yeoh, Maggie Cheung e Anita Mui. Altri membri del cast sono Damian Lau, Anthony Wong Chau-Sang, Paul Chun, James Pak e Yan Yee Kwan. Le scene di azioni sono coreografate da Ching Siu Tung.
Le protagoniste si riunirono nel 1993 per girare il sequel The Executioners.

## Trama
Il malvagio sovrannaturale Evil Master ("Maestro del male") sta rapendo i bambini destinati a diventare re, per sottoporli ad allenamenti spietati, cercando di allevare tra di loro il futuro imperatore della Cina. Ching è la sua riluttante aiutante che rapisce i neonati, nella sua identità segreta di Invisible Girl, capace di rendersi invisibile grazie a una pozione creata dal suo ragazzo. Le altre due protagoniste sono Tung, moglie dell'ispettore di polizia Lau e identità segreta sella supereroina Wonder Woman e l'irresponsabile cacciatrice di taglie Thief Catcher ("acchiappa ladri").
Le tre donne sono inizialmente antagoniste fra di loro, ma nel finale del film uniranno le loro
forze per sconfiggere Evil Master e i suoi scagnozzi.

## Riconoscimenti
- Hong Kong Film Awards
  - Miglior colonna sonora